# Anzor Mekwabiszwili
Anzor Mekwabiszwili (ur. 5 czerwca 2001 w Tbilisi) – gruziński piłkarz występujący na pozycji pomocnika w rumuńskim klubie Universitatea Craiova oraz w reprezentacji Gruzji. Wychowanek Dinama Tbilisi.

## Odznaczenia
- Order Honoru – 2024[1][2][3][4]